# Weißenhorn

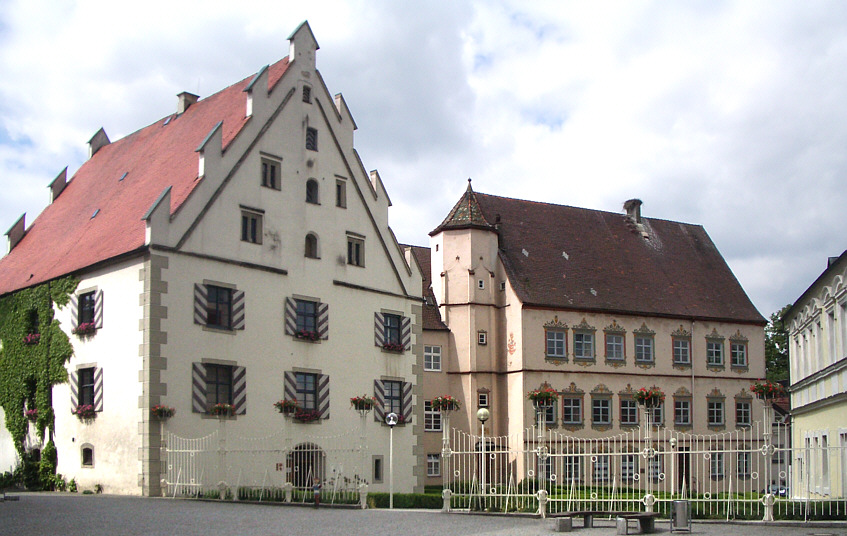
Neuffen- and Fugger châteaux in 2005

Weißenhorn là một đô thị ở huyện Neu-Ulm bang Bayern thuộc nước Đức.